# 86th Street (stacja metra na Lexington Avenue Line)
86th Street – stacja początkowa metra nowojorskiego, na linii 4, 5 i 6. Znajduje się w dzielnicy Manhattan, w Nowym Jorku i zlokalizowana jest pomiędzy stacjami 96th Street i 77th Street. Została otwarta 17 lipca 1918.